# Ctenomys famosus
El tuco-tuco de Famatina (Ctenomys famosus) es una especie de roedor del género Ctenomys de la familia Ctenomyidae. Habita en el noroeste del Cono Sur de Sudamérica.

## Taxonomía
Esta especie fue descrita originalmente en el año 1920 por el zoólogo británico Oldfield Thomas.
El ejemplar tipo es el único que se conoce.
Localidad tipo
La localidad tipo referida es: “La Invernada, La Rioja, Argentina”.
Caracterización y relaciones filogenéticas
En el año 1961, Cabrera la trató como una subespecie de Ctenomys fulvus (es decir: Ctenomys fulvus famosus), sin embargo posteriormente otros autores la elevaron nuevamente a la condición de especie plena.
Además, Ctenomys famosus es una especie relacionada con C. coludo, C. johannis y C. tulduco.

## Distribución geográfica y hábitat
Esta especie de roedor es endémica de la zona de la sierra de Famatina, oeste de la provincia de La Rioja, noroeste de la Argentina.